# چارلستون (آیووا)
چارلستون (به انگلیسی: Charleston) یک منطقهٔ مسکونی در ایالات متحده آمریکا است که در آیووا واقع شده‌است. چارلستون ۲۱۳٫۰۶ متر بالاتر از سطح دریا واقع شده‌است.